# Ismael Bako
Ismael Bako (* 10. Oktober 1995 in Löwen) ist ein belgischer Basketballspieler.

## Laufbahn
Bako gab in der Saison 2012/13 seinen Einstand bei den Leuven Bears in der ersten belgischen Liga. 2017 wechselte er innerhalb der Liga zu den Giants Antwerpen. Er wurde in der Saison 2018/19 vom Nachrichtendienstleister eurobasket.com in der belgischen Liga sowie in der Champions League als Center des Jahres ausgezeichnet.
Anfang 2019 wechselte er zum französischen Erstligisten ASVEL Lyon-Villeurbanne und damit auch in die EuroLeague. Er wurde mit der Mannschaft 2021 französischer Meister und Pokalsieger. Im Juli 2021 verkündete der spanische Erstligist Bàsquet Manresa seine Verpflichtung. Mit Manresa stand er im Mai 2022 im Endspiel der Champions League, das er mit seiner Mannschaft aber verlor.
Im Juli 2022 wurde er von Virtus Bologna verpflichtet. 2023 ging er zu UNICS Kasan nach Russland. Im Sommer 2025 kehrte er nach Frankreich zurück und wurde Mitglied des amtierenden französischen Meister Paris Basketball.

### Nationalmannschaft
Bako war belgischer U18- und U20-Nationalspieler, ehe er in die Herrenmannschaft aufgenommen wurde.